# Barry Sheene
Barry Sheene', punog imena Barry Steven Frank Sheene (London, Engleska, Ujedinjeno Kraljevstvo, 11. rujna 1950. – Gold Coast, Queensland, Australija, 10. ožujka 2003.), najpoznatiji kao britanski vozač motociklističkih utrka. Također je bio zapažen i kao vozač auto utrka, TV komentator i motociklistički djelatnik. 

## Uspjesi u prvenstvima
Svjetsko prvenstvo – 500cc
- prvak: 1976., 1977.
- drugoplasirani: 1978.
- trećeplasirani: 1979.

Svjetsko prvenstvo – 125cc
- drugoplasirani: 1971.

Formula 750
- prvak: 1973.
- drugoplasirani: 1975.

Britansko prvenstvo – 125cc 
- prvak: 1970., 1971.

## Vanjske poveznice
- (engl.) motogp.com, Barry Sheene
- (engl.) motorsportstats.com, Barry Sheene
- (engl.) imdb.com, Barry Sheene (1950-2003)
- (engl.) discogs.com, Barry Sheene